# Município de Johnson (condado de Champaign, Ohio)
O município de Johnson (em inglês: Johnson Township) é um município localizado no condado de Champaign no estado estadounidense de Ohio. No ano de 2010 tinha uma população de 3.506 habitantes e uma densidade populacional de 44,21 pessoas por km².

## Geografia
O município de Johnson encontra-se localizado nas coordenadas 40° 09′ 42″ N, 83° 57′ 41″ O. Segundo a Departamento do Censo dos Estados Unidos, o município tem uma superfície total de 79.3 km², da qual 77.77 km² correspondem a terra firme e (1.93%) 1.53 km² é água.

## Demografia
Segundo o censo de 2010, tinha 3.506 habitantes residindo no município de Johnson. A densidade populacional era de 44,21 hab./km². Dos 3.506 habitantes, o município de Johnson estava composto pelo 97.49% brancos, o 0.23% eram afroamericanos, o 0.26% eram amerindios, o 0.29% eram asiáticos, o 0.17% eram insulares do Pacífico, o 0.2% eram de outras raças e o 1.37% pertenciam a dois ou mais raças. Do total da população o 0.46% eram hispanos ou latinos de qualquer raça.